# Capitoli di The Seven Deadly Sins - Nanatsu no taizai
Questa è la lista dei capitoli di The Seven Deadly Sins - Nanatsu no taizai, manga scritto e disegnato da Nakaba Suzuki. La storia è ambientata nell'Europa medievale e segue le vicende di un gruppo di cavalieri rappresentanti i sette peccati capitali. Il manga ha debuttato come one-shot sul Weekly Shōnen Magazine di Kōdansha il 22 novembre 2011, ed è stato poi serializzato sulla stessa rivista dal 10 ottobre 2012. In Italia l'opera è stata annunciata al Lucca Comics & Games 2013 dalla casa editrice Star Comics e pubblicata da aprile 2014, mentre in America del Nord i diritti sono stati acquistati da Kōdansha Comics USA. In circa 170 Paesi del mondo, i capitoli del manga sono resi disponibili digitalmente in lingua inglese a poche ore di distanza dalla pubblicazione in Giappone da Crunchyroll.

## Volumi 1-10
| 1  | 15 febbraio 2013 | ISBN 978-4-06-384802-1 | 2 aprile 2014   | ISBN 978-88-6420-932-6 |
| 1  | Capitoli - 1. The Seven Deadly Sins (七つの大罪?, Nanatsu no taizai) - 2. La spada del Cavaliere Sacro (聖騎士の剣?, Seikishi no ken) - 3. L'obiettivo (自分がやるべきこと?, Jibun ga yarubeki koto) - 4. Il peccatore addormentato nel bosco (眠れる森の罪?, Nemureru mori no tsumi) - 5. Il ricordo oscuro (暗闇の記憶?, Kurayami no kioku) |                        |                 |                        |
| 1  | Trama Si narra che sette temibili guerrieri, conosciuti come i Seven Deadly Sins, tramarono per rovesciare un pacifico regno nelle terre di Britannia. Da allora nessuno li ha più visti. Dieci anni dopo, convinta della loro innocenza e sicura che siano sopravvissuti, Elizabeth, principessa del regno di Lyonesse, si mette sulle loro tracce in modo che l'aiutino a liberare il regno dal giogo dei Cavalieri Sacri. Incontrato Meliodas, il leader del gruppo, si mette con lui alla ricerca dei i vecchi compagni per fermare i tiranni al potere e ripristinare l'antico regno. Il cavaliere sacro Gilthunder conficca la spada nel centro di un villaggio, bloccando la produzione locale di birra. Solo Meliodas sarà in grado di rimuoverla. Successivamente Meliodas, Hawk ed Elizabeth devono attraversare il Bosco di Biancosogno, dove incontrano una gigantessa addormentata, che rivela di essere il peccato dell'invidia, Diane. Dopo essersi riunito con Diane, il gruppo incontra il Sacro Cavaliere, Gilthunder. |                        |                 |                        |
| 2  | 17 aprile 2013 | ISBN 978-4-06-384852-6 | 4 giugno 2014   | ISBN 978-88-6920-005-2 |
| 2  | Capitoli - 6. Il Cavaliere Sacro Gilthunder (聖騎士ギルサンダー?, Seikishi Girusandā) - 7. Il prigioniero nell'oscurità (暗闇の虜囚?, Kurayami no ryoshū) - 8. Il sogno della fanciulla (少女の夢?, Shōjo no yume) - 9. Non toccare (触れてはならない?, Furete wa naranai) - 10. Il male invisibile (見えざる悪意?, Miezaru akui) - 11. Anche se tu dovessi morire… (たとえあなたが死んでも?, Tatoe anata ga shindemo) - 12. La festa del caos (混沌の宴?, Konton no utage) - 13. La decisione di sacrificarsi (捧げる覚悟?, Sasageru kakugo) - 14. Explosion (エクスプロージョン?, Ekusupurōjon) |                        |                 |                        |
| 2  | Trama Meliodas ingaggia un combattimento con Gilthunder e ottiene da lui le posizioni di due dei peccati, ma viene ferito durante la battaglia. Usando le informazioni ottenute da Gilthunder, il gruppo si dirige verso Ban, il peccato dell'avarizia tenuto segregato dai Cavalieri Sacri nella prigione di Baste. Durante il viaggio, Meliodas soccombe alle sue ferite, costringendo il gruppo a fermarsi a Dalmary e attendere la sua guarigione. Qui gruppo è assalito da un nemico chiamato Golgius deciso a distruggere la cittadina e a sconfiggere il gruppo. Golgius tenta di prendere la spada di Elizabeth e Meliodas, ma il suono di una campana misteriosa induce i cavalieri a combattere uno contro l'altro. Elizabeth, Diane e Meliodas intanto lottano contro Friesia e Ruin per raggiungere le segrete della fortezza. |                        |                 |                        |
| 3  | 17 giugno 2013 | ISBN 978-4-06-384884-7 | 1º agosto 2014  | ISBN 978-88-6920-090-8 |
| 3  | Capitoli - 15. Ritrovarsi (再会のとばっちり?, Saikai no tobacchiri) - 16. Canto d'inizio (はじまりの詩?, Hajimari no uta) - 17. Presentimento di tempesta (嵐の予感?, Arashi no yokan) - 18. Il commovente ricongiungimento (感動の再会?, Kandō no saikai) - 19. Il peccato d'avarizia (強欲の罪?, Gōyoku no tsumi) - 20. Le due strade (二つの道?, Futatsu no michi) - 21. Revenge Knight (リベンジ・ナイト?, Ribenji Naito) - 22. Il temibile inseguitore (恐るべき追跡者?, Osorubeki tsuiseki-sha) - Bonus. Niente sprechi (無駄なものなんて何一つ?, Muda na mono nante nani hitotsu) |                        |                 |                        |
| 3  | Trama All'interno delle segrete, Ban, Meliodas e compagni sono finalmente riuniti. Per scoprire dove si trova King, il peccato d'accidia, si dirigono alla Necropoli, dove si trovano gli spiriti dei defunti. La riunione non va come previsto, dal momento che King si è alleato con i Cavalieri Sacri per uccidere Ban, che ritiene colpevole della morte della sorella Elaine. Mentre King e Ban si affrontano in uno scontro finale, il cavaliere sacro Guila combatte contro Meliodas, Elizabeth e Diane, mentre Ban si ricorda di quando incontrò Elaine e bevve dalla Fonte della Giovinezza, causa della sua immortalità. |                        |                 |                        |
| 4  | 16 agosto 2013 | ISBN 978-4-06-394918-6 | 2 ottobre 2014  | ISBN 978-88-6920-091-5 |
| 4  | Capitoli - 23. Ti giuro che un giorno… (いつか必ず?, Itsuka kanarazu) - 24. Eroi leggendari alle strette (追いつめられる伝説たち?, Oitsumerareru densetsu-tachi) - 25. Se preferite quattro contro uno… (よろしければ四対一で?, Yoroshikereba yon tai ichi de) - 26. L'addio ai defunti (死者たちとの別れ?, Shisha-tachi to no wakare) - 27. Pioggia malvagia (無情の雨?, Mujō no ame) - 28. Un uomo pericoloso (キケンなオトコ?, Kiken na otoko) - 29. Il battito oscuro (暗黒の脈動?, Ankoku no myakudō) - Another Story. Ban il bandito (バンデット・バン?, Bandetto Ban) |                        |                 |                        |
| 4  | Trama Lo spirito di Elaine riesce a convincere King a salvare Meliodas e gli altri combattendo contro Guila. King quindi, si unisce al gruppo. Nella capitale, intanto, si diffonde il malcontento fra i Cavalieri Sacri. I Sins cercano informazioni sul luogo in cui si trovano i loro alleati rimasti e le posizioni dei loro tesori sacri. Nella loro ricerca incontrano una delle sorelle di Elizabeth, Veronica che, con l'aiuto della sua guardia del corpo Griamore, tenta di rapirla. Rapidamente soccorsi da Meliodas, scappano a Vaizel, dove i Sins si raggruppano seguendo le informazioni che potrebbero portarli ad un tesoro sacro. |                        |                 |                        |
| 5  | 17 ottobre 2013 | ISBN 978-4-06-394947-6 | 3 dicembre 2014 | ISBN 978-88-6920-213-1 |
| 5  | Capitoli - 30. Riunitevi, festanti! (集まれ！お祭り野郎共?, Atsumare! Omatsuri yarō-domo) - 31. Il torneo di lotta di Vaizel (バイゼル喧嘩祭り?, Baizeru kenka matsuri) - 32. Un assembramento di guerrieri eccezionali (強者そろいぶみ?, Tsuwamono soroibumi) - 33. Aria di burrasca (大荒れ模様?, Ōare moyō) - 34. Meliodaf contro Baam! (メリオダフ対バーン?, Meriodafu tai Bān) - 35. Capitano derubato (奪われたメリオダス?, Ubawareta Meriodasu) - 36. Un battito di ciglia (瞬きするその刹那?, Mabataki suru sono setsuna) - 37. L'incontro decisivo si avvicina (近づく邂逅?, Chikazuku kaikō) - Bonus. La sua giustizia (彼女の正義?, Kanojo no seggi) |                        |                 |                        |
| 5  | Trama Meliodas, Diane, Ban e King decidono di partecipare al torneo di lotta nella città di Vaizel, dopo aver scoperto il premio in palio, il tesoro sacro di Diane. Ma tra i partecipanti ci sono anche i Cavalieri Sacri Howzer e Griamore. Diane, rimpicciolita da un fungo magico e con il nome di Matrona, arriva in finale, mentre King viene eliminato. NeIla finale del primo round del torneo, Ban affronta Meliodas e ripensa al suo primo incontro con il capitano. Intanto Veronica e Griamore cercano Elizabeth, anch'essa rimpicciolita dal fungo. |                        |                 |                        |
| 6  | 17 dicembre 2013 | ISBN 978-4-06-394988-9 | 3 febbraio 2015 | ISBN 978-88-6920-269-8 |
| 6  | Capitoli - 38. Il caso e la necessità (偶然と必然?, Gūzen to hitsuzen) - 39. Sentimenti di lunga data (積年の思い?, Sekinen no omoi) - 40. La finale del torneo di lotta di Vaizel (バイゼル喧嘩祭り決勝戦?, Baizeru kenka matsuri kesshōsen) - 41. Il cannone spaventoso (戦慄のカノン?, Senritsu no kanon) - 42. Demon Reactor (デーモン・リアクター?, Dēmon Riakutā) - 43. Una pericolosa scommessa (危険な賭け?, Kiken na kake) - 44. Conto alla rovescia verso la disperazione (絶望へのカウントダウン?, Zetsubō e no kauntodaun) - 45. Il carnevale delle atrocità (暴虐のカーニバル?, Bōgyaku no kānibaru) - 46. D'altronde siamo sorelle (姉妹だもんね?, Shimai da mon ne) |                        |                 |                        |
| 6  | Trama Durante la finale del torneo, i Cavalieri Sacri Guila e Jericho attaccano Meliodas e i suoi compagni. Grazie alla pozione dei demoni, i cavalieri hanno aumentato la propria forza e riescono a tenere testa ai peccatori. Veronica poi intrappola Meliodas all'interno dell'Ambra della Dea, una pietra appositamente creata per sigillare esseri demoniaci. Elizabeth fugge con la spada di Meliodas e l'ambra, mentre Griamore trattiene temporaneamente Guila e Jericho. Nel tentativo di proteggere Elizabeth, Veronica sacrifica apparentemente la sua vita. |                        |                 |                        |
| 7  | 17 febbraio 2014 | ISBN 978-4-06-395013-7 | 3 marzo 2015    | ISBN 978-88-6920-283-4 |
| 7  | Capitoli - 47. L'apostolo della distruzione (破壊の使徒?, Hakai no shito) - 48. Allegro sterminio (めでたく全滅?, Medetaku zenmetsu) - 49. Fuga obbligata (余儀なき敗走?, Yoginaki haisō) - 50. Dopo la festa (祭りのあとの?, Matsuri no ato no) - 51. In fondo al cuore (胸の奥?, Mune no oku) - 52. Un fondo di verità (噂の真相?, Uwasa no shinsō) - 53. Armor Giant VS. Dawn Roar (鎧巨人 対 暁闇の咆哮?, Āmā Jaianto tai Dōn Roā) - 54. L'uomo che non si è mosso (動かなかった男?, Ugokanakatta ottono) |                        |                 |                        |
| 7  | Trama Meliodas riesce a infrangere l'Ambra della Dea e ricompare, ma non sembra più quello di prima e comincia ad attaccare indiscriminatamente sia alleati che i nemici. Dopo aver sconfitto Meliodas, il Cavaliere Sacro Helbram ruba la sua spada. Ban porta gli altri in salvo, mentre Diane ritorna alle sue dimensioni normali e costringe Helbram a ritirarsi con Guila e Jericho al seguito. Dopo il torneo, Meliodas e i suoi amici ricominciano a cercare gli altri Sette Peccati Capitali. Helbram intanto manda dei sicari a uccidere il Gigante Corazzato. |                        |                 |                        |
| 8  | 17 aprile 2014 | ISBN 978-4-06-395054-0 | 2 maggio 2015   | ISBN 978-88-6920-355-8 |
| 8  | Capitoli - 55. Impassibile (その男、無情につき?, Sono otoko, mujō ni tsuki) - 56. Unholy Knight (アンホーリィ・ナイト?, Anhōryi Naito) - 57. Visioni di giorni lontani (遠き日の風景?, Tōki hi no fūkei) - 58. Il peso della decisione (背負う覚悟?, Seou kakugo) - 59. L'uomo che non leggeva tra le righe (読めない男参入?, Yomenai otoko sannyū) - 60. Il caos che dilaga (にじみ出す混沌?, Nijimidasu konton) - 61. Leggende in azione (駆りたてられる伝説たち?, Karitaterareru densetsu-tachi) - 62. Minaccia inarrestabile (悪党は止まらない?, Akutō wa tomaranai) - Bonus. Il suo posto (彼の居場所?, Kare no ibisco) |                        |                 |                        |
| 8  | Trama Parte l'attacco al Gigante Corazzato, ma Gowther, il peccato della lussuria, interviene, sorprendendo tutti. Elizabeth intanto viene a conoscenza del passato di Meliodas e dell'esistenza di Liz, un cavaliere donna di un regno nemico che divenne l’amante di Meliodias dopo che lui l'ebbe salvata da una condanna a morte. Le parole di Elizabeth convincono Meliodas a combattere e intanto si scopre chi gli ha fatto perdere i sensi. Hendrickson comincia a tramare per riportare in vita il Clan dei Demoni. Quando Elizabeth viene rapita da Vivian, una misteriosa donna mascherata che collabora con i Cavalieri Sacri, Meliodas, Ban e Gowther sferrano un attacco alla capitale. |                        |                 |                        |
| 9  | 17 giugno 2014 | ISBN 978-4-06-395107-3 | 3 giugno 2015   | ISBN 978-88-6920-392-3 |
| 9  | Capitoli - 63. Arthur Pendragon (アーサー・ペンドラゴン?, Āsā Pendoragon) - 64. Il piano per introdursi nel regno (王国侵入作戦！！?, Ōkoku shinnyū sakusen!!) - 65. Scontro inevitabile (回避しえぬ衝突?, Kaihi shienu shōtotsu) - 66. La prima vittima (最初の犠牲?, Saisho no gisei) - 67. La spaccatura (亀裂?, Kiretsu) - 68. Un netto squilibrio di forze (圧倒的戦力差?, Attōteki senryoku-sa) - 69. C'è una prima volta per tutti (初体験は誰にでもある?, Hatsu taiken wa dare ni demo aru) - 70. Il fuoco purificatore del comandante dei Cavalieri Sacri (業火の聖騎士長?, Gōka no Seikishi-chō) - 71. Ciò che si cela nell'ombra (闇に在るもの?, Yami ni aru mono) |                        |                 |                        |
| 9  | Trama Diane viene attaccata da Guila, Jericho, Gilthunder, Howzer, Helbram e il Grande Cavaliere Dreyfus. Diane cerca di difendersi, ma Dreyfus la sopraffà con un attacco che la manda a schiantarsi contro le strade della città. Intanto re Arthur Pendragon di Camelot affronta Hendrickson in combattimento. Dopo che Diane rischia la vita per proteggere Zeal, sia Howzer che Guila cambiano posizione per difendere Diane e sono costretti a ingaggiare una battaglia contro dei formidabili poteri magici. Quando Dreyfus attacca Guila, Gowther la salva appena in tempo e affronta Dreyfus da solo. |                        |                 |                        |
| 10 | 16 agosto 2014 | ISBN 978-4-06-395162-2 | 2 luglio 2015   | ISBN 978-88-6920-446-3 |
| 10 | Capitoli - 72. In perenne ritardo (遅すぎた男?, Oso sugita otoko) - 73. A costo della vita (この命にかえても?, Kono inochi ni kaete mo) - Another Story. La vana attesa del re dei folletti (まちぼうけの妖精王?, Machibōke no yōsei-ō) - 74. La promessa mantenuta (果たされる約束?, Hatasareru yakusoku) - 75. Il vero spirito di un re (王たる所似?, Ō taru yuen) - 76. I sentimenti delle principesse (王女たちの想い?, Ōjo-tachi no omoi) - 77. Ciò che provo per lei (あのコへの想い?, Ano ko e no omoi) - 78. La condizione per lo scambio (命と引きかえに?, Inochi to hikikae in) |                        |                 |                        |
| 10 | Trama Elizabeth e Hawk incontrano Margaret Lyonesse, la sorella maggiore di Elizabeth, in una cella. King si ricorda di come aveva conosciuto Diane 700 anni prima e di ciò che era successo tra lui e Helbram. Il re delle fate offre l'ultimo addio al suo ex-amico mentre i due ascendono in cielo e risolvono un conflitto secolare. Per salvare Elizabeth, Meliodas si allea con Arthur, preparandosi a una feroce battaglia contro Hendrickson e Gilthunder. Ban intanto scopre di dover uccidere qualcuno per riportare in vita Elaine. |                        |                 |                        |

## Volumi 11-20
| 11 | 17 ottobre 2014 | ISBN 978-4-06-395219-3                                                      | 2 settembre 2015  | ISBN 978-88-6920-493-7 |
| 11 | Capitoli - 79. Ancora una volta (今一度?, Ima ichido) - 80. Sconvolgente capovolgimento (怒涛の逆転劇?, Dotō no gyakuten geki) - 81. Il colpo di Meliodas (メリオダスの一撃?, Meriodasu no ichigeki) - 82. La magia del coraggio (勇気のまじない?, Yūki no majinai) - 83. Il cinghiale cremisi (紅蓮の豚?, Guren no buta) - 84. Il caso è chiuso (一件落着?, Ikken rakuchaku) - 85. La festa ha inizio (宴の始まり?, Utage no hajimari) - 86. Minaccia incombente (今そこに迫る脅威?, Ima soko ni semaru kyōi) - Bonus. Un istante lungo un'eternità (永遠の刹那?, Eien no sestina) |                                                                             |                   |                        |
| 11 | Trama Hendrickson affronta Arthur, mentre Meliodas si ritrova contro Gilthunder, ma nessuno dei combattenti sembra riuscire ad avere la meglio, quand’ecco che fa la sua comparsa Merlin, il peccato della gola. Nel frattempo, Elizabeth si sveglia in una stanza e trova suo padre, il re Bartra Lyonesse. Meliodas si ritrova in svantaggio contro Gilthunder, Hendrickson e Vivian. Margaret e Gilthunder sono entrambi liberati dalla loro maledizione sotto forma di mostri, grazie a Meliodas. Gilthunder si schiera quindi con i Sette Peccati sconfiggendo Hendrickson. L'arrivo di Merlin mette fine alle ambizioni di Vivian, mentre Meliodas ed Elizabeth sono finalmente riuniti. Hendrickson stimola il sangue dei demoni all'interno dei cavalieri della nuova generazione, trasmutandoli in demoni ibridi. |                                                                             |                   |                        |
| 12 | 17 dicembre 2014 (ed. regolare & limitata) | ISBN 978-4-06-395265-0 (ed. regolare) ISBN 978-4-06-362286-7 (ed. limitata) | 2 gennaio 2016    | ISBN 978-88-6920-634-4 |
| 12 | Capitoli - 87. Ira e avarizia (<憤怒>と<強欲>?, Funnu to gōyoku) - 88. L'inferno in terra (この世の地獄?, Kono yo no jigoku) - 89. Desiderio ardente (切なる願い?, Setsunaru negai) - 90. Ciò che posso fare per te (君のためにできること?, Kimi no tame ni dekiru koto) - 91. Nemici naturali (忌むべき存在?, Imubeki sonzai) - 92. Ha inizio la battaglia decisiva (最終決戦開始?, Saishū kessen kaishi) - 93. Rosso e grigio (赤と灰?, Aka to hai) - 94. L'avvento della disperazione (絶望降臨?, Zetsubō kōrin) - 95. Speranza svanita (潰える希望?, Tsuieru kibō) - Bonus. Compagni (相棒?, Aibō) |                                                                             |                   |                        |
| 12 | Trama Per proteggere Meliodas e Gilthunder, Elizabeth si lascia portar via da Hendrickson. Ban affronta la persona che deve uccidere per salvare Elaine, ovvero Meliodas, mentre Diane e i suoi compagni combattono contro i cavalieri sacri trasformati in demoni. Sebbene Ban voglia resuscitare Elaine, Meliodas gli ordina di sistemare le cose più tardi, e Hawk prende Meliodas per trovare Elizabeth. Dreyfus, che vuole espiare i suoi crimini, sfida Hendrickson a duello. Tuttavia, Elizabeth è ferita accidentalmente nel processo. Mentre cerca di sfuggire ai Sette Peccati Capitali, Hendrickson fa due straordinarie scoperte e acquisisce il potere del Demone Rosso e del Demone Grigio. |                                                                             |                   |                        |
| 13 | 17 febbraio 2015 (ed. regolare & limitata) | ISBN 978-4-06-395321-3 (ed. regolare) ISBN 978-4-06-362290-4 (ed. limitata) | 1º aprile 2016    | ISBN 978-88-6920-887-4 |
| 13 | Capitoli - 96. Hawk (ホーク?, Hōku) - 97. Elizabeth (エリザベス?, Erizabesu) - 98. La preghiera (祈り?, Inori) - 99. La conclusione (決着?, Kecchaku) - 100. Gli eroi (英雄たち?, Eiyū-tachi) - 101. La forza dell'amore (愛の力?, Ai no chikara) - 102. Il sentore dell'addio (別れの予感?, Wakare no yokan) - 103. Una nuova partenza (新たなる旅立ち?, Aratanaru tabidachi) - 104. Il ritorno del Re dei Folletti (妖精王の帰還?, Yōsei-ō no kikan) - Bonus. Il mondo che cambia (一変する世界?, Ippen suru sekai) |                                                                             |                   |                        |
| 13 | Trama Proprio quando sembra che i Sette Peccati Capitali e i restanti Cavalieri sacri stiano per essere sconfitti dal potentissimo Hendrickson, Elizabeth recupera i suoi poteri grazie al sacrificio di Hawk, permettendo così ai suoi compagni di sconfiggere il nemico. Il regno ritorna cosi in pace, e i membri del gruppo vengono celebrati come degli eroi. I Cavalieri Sacri si rendono conto dei propri sbagli e accettano di continuare a proteggere il popolo, mentre Bartra ritorna al suo dovere di re di Lyonesse. Dopo la battaglia, King torna a casa con Ban, ma viene rifiutato dalle altre fate. |                                                                             |                   |                        |
| 14 | 17 aprile 2015 (ed. regolare & limitata) | ISBN 978-4-06-395371-8 (ed. regolare) ISBN 978-4-06-362295-9 (ed. limitata) | 1º giugno 2016    | ISBN 978-88-226-0039-4 |
| 14 | Capitoli - 105. Non sono nessuno (何者でもない?, Nanimono demo nai) - 106. L'occhio malvagio di Balor (バロールの魔眼?, Barōru no magan) - 107. Alla ricerca della verità (真実を求めて?, Shinjitsu o motomete) - 108. Un dolce risveglio (優しい目覚め?, Yasashii mezame) - 109. Violenta scossa (激震?, Gekishin) - 110. Dichiarazione (告白?, Kokuhaku) - 111. Il punto di vista degli uomini (男の言い分?, Otoko no iibun) - 112. Esistenza e prova (存在と証明?, Sonzai to shōmei) - 113. Rivelazione (啓示?, Keiji) |                                                                             |                   |                        |
| 14 | Trama Il demone Fraudrin che possiede il corpo di Drayfus, induce Hendrickson a compiere il rituale per liberare il Clan dei Demoni dal sigillo. I dieci comandamenti, l'elitè del clan, iniziano a recuperare i loro poteri magici e volano nel regno di Edimburgo a est. Gilthunder, Howzer e Griamore lasciano Lyonesse per un viaggio, mentre Diane ed Elizabeth si ammettono reciprocamente il loro amore per King e Meliodas rispettivamente. Nel frattempo Gowther, credendo di dover provare l'amore, altera i ricordi di Guila, così dimentica che Zeal è suo fratello e pensa che Gowther sia il suo fidanzato, mentre Zeal, che Gowther considera un ostacolo tra lui e Guila, perde la sua memoria. |                                                                             |                   |                        |
| 15 | 17 giugno 2015 (ed. regolare & limitata) | ISBN 978-4-06-395418-0 (ed. regolare) ISBN 978-4-06-358768-5 (ed. limitata) | 1º settembre 2016 | ISBN 978-88-226-0299-2 |
| 15 | Capitoli - 114. Eroi disorientati (とまどう英雄たち?, Tomadō eiyū-tachi) - 115. Un nuovo incubo (悪夢ふたたび?, Akumu futatabi) - 116. Il Tesoro Sacro Lost Vayne (神器ロストヴェイン?, Jingi Rosuto Vein) - 117. I due Re dei Folletti (二人の妖精王?, Futari no Yōsei-ō) - 118. Scontro nella foresta del Re dei Folletti (激突！！妖精王の森?, Gekitotsu!! Yōsei-ō no mori) - 119. Entrano in azione i Dieci Comandamenti (〈十戒〉始動?, Jikkai shidō) - 120. Una forza bruta schiacciante (圧倒的暴力?, Attōteki bōryoku) - 121. Impossibile da prevedere (予測不能?, Yosoku funō) - Bonus. Helbram e Harlequin (ハーレクインとヘルブラム?, Hārekuin to Heruburamu) |                                                                             |                   |                        |
| 15 | Trama Diane affronta Gowther dopo che ha manipolato i ricordi di Guila e Zeal. Meliodas, Diane, Elizabeth, Hawk, Merlin, Arthur e Slader viaggiano nel Regno di Camelot per sconfiggere Albion. Tornato in possesso di un’arma da tempo perduta, Meliodas fronteggia il demone Galand, uno dei Dieci Comandamenti. Hendrickson, che tutti credono sconfitto in battaglia da Meliodas, aiuta Gilthunder e i Cavalieri Sacri contro un potente Demone Grigio. Nel frattempo, anche nella foresta del Re dei Folletti King lotta per affrontare il gigante Albion che ha il compito di distruggere la foresta. Le fate appianano le differenze con King, mentre Ban abbandona la foresta. |                                                                             |                   |                        |
| 16 | 12 agosto 2015 (ed. regolare & limitata) | ISBN 978-4-06-395458-6 (ed. regolare) ISBN 978-4-06-358769-2 (ed. limitata) | 2 novembre 2016   | ISBN 978-88-226-0363-0 |
| 16 | Capitoli - 122. L'invasione del Clan dei Demoni (魔神族の進攻?, Majin-zoku no shinkō) - 123. L'espiazione del Comandante dei Cavalieri Sacri (償いの聖騎士長?, Tsugunai no Seikishi-chō) - 124. Ciò a cui l'amicizia ha portato (友情がもたらしたもの?, Yūjō ga motarashita mono) - 125. Sconfiggiamo i Dieci Comandamenti! (打倒〈十戒〉?, Datō Jikkai) - 126. Laddove conducono i ricordi (記憶が目指す場所?, Kioku ga mezasu basho) - Another Story. La ragazza con un sogno impossibile (少女は叶わぬ夢を見る?, Shōjo wa kanawanu yume o miru) - 127. Nuovo incontro con la disperazione (絶望との再会?, Zetsubō to no saikai) |                                                                             |                   |                        |
| 16 | Trama I Seven Deadly Sins si trovano a dover fronteggiare Galand, che riesce a mettere il gruppo in seria difficoltà. Merlin tenta di ingannarlo con una bugia, ma a Galand, che è il comandamento della verità, non si può mentire e Merlin viene trasformata in pietra. Meliodas è costretto a scatenare il suo potere demoniaco, ma con scarso risultato. Gli altri nove comandamenti comprendono che l'energia magica una volta abbondante nella terra è stata assorbita nelle anime degli esseri viventi e assorbendo le anime umane possono recuperare la loro magia. Diane intanto ripensa al suo passato. Con una memoria sempre più debole, si dirige a Megadozer, dove vive il Clan dei Giganti. |                                                                             |                   |                        |
| 17 | 16 ottobre 2015 (ed. regolare & limitata) | ISBN 978-4-06-395519-4 (ed. regolare) ISBN 978-4-06-362310-9 (ed. limitata) | 1º febbraio 2017  | ISBN 978-88-226-0465-1 |
| 17 | Capitoli - 128. Presenze fastidiose (その存在 傍若無人?, Sono sonzai bōjakubujin) - 129. La terra sacra dei druidi (ドルイドの聖地?, Doruido no seichi) - 130. Quel dolore che trafigge con dolcezza (やさしく貫く その痛み?, Yasashiku tsuranuku sono itami) - 131. Una promessa alla persona amata (愛する者との約束?, Aisuru mono to no yakusoku) - 132. Ciò che mancava (僕たちに欠けたもの?, Bokutachi ni kaketa mono) - 133. Ansia e impazienza (焦りと不安?, Aseri to fuan) - 134. A te che non sei più il mio capitano (もう団長ではない君へ?, Mō danchō de wa nai kimi e) - 135. Solamente un saluto (ほんの挨拶?, Honno aisatsu) |                                                                             |                   |                        |
| 17 | Trama Meliodas e gli altri si dirigono a Megadozer nella speranza di trovare Diane. Intanto, questa è confusa e incontra di nuovo Galand e i Dieci Comandamenti. A Diane, caduta tra le grinfie dei Dieci Comandamenti, sono stati sottratti i ricordi. La situazione è disperata, quando improvvisamente fa la sua comparsa Matrona, vecchia amica di Diane. Mentre la “Zanna della Terra” ingaggia una feroce lotta contro i Dieci Comandamenti, i Seven Dealy Sins si recano dai saggi della foresta per ottenere il potere necessario a contrastare i nemici, venendo sottoposti a delle prove dai druidi. King inizia a dubitare della fiducia di Meliodas. Dopo averlo combattuto, Jenna restituisce a Meliodas il suo potere rubato. Meliodas viene teletrasportata dove sono i dieci comandamenti e sconfigge Galand con i suoi nuovi poteri entro dieci secondi. |                                                                             |                   |                        |
| 18 | 17 dicembre 2015 (ed. regolare & limitata) | ISBN 978-4-06-395561-3 (ed. regolare) ISBN 978-4-06-362322-2 (ed. limitata) | 4 aprile 2017     | ISBN 978-88-226-0554-2 |
| 18 | Capitoli - 136. Il dispiegamento del terrore (散開する恐怖?, Sankai suru kyōfu) - 137. Tra me e te (僕と君の間に?, Boku to kimi no aida ni) - 138. Battaglia contro l'oscurità (闇との戦い?, Yami to no tatakai) - 139. Raccontami il tuo passato (昔の話を聞かせて?, Mukashi no hanashi o kikasete) - 140. Il ladro e il ragazzino (盗賊と少年?, Tōzoku to shōnen) - 141. Padre e figlio (父親と息子?, Chichioya to musuko) - 142. Il nascondiglio dell'amore (愛の在り処?, Ai no arika) - 143. Il grido della santa (聖女の叫び?, Seijo no sakebi) - 144. Colui che ha peccato di avidità (その男〈強欲〉につき?, Sono otoko gōyoku ni tsuki) |                                                                             |                   |                        |
| 18 | Trama I Seven Deadly Sins partono alla ricerca dell'ultimo membro del gruppo, Escanor. Nel frattempo, un dubbioso King affronta Meliodas sulle sue effettive intenzioni. Dopo un breve incontro con Meliodas, i Dieci Comandamenti danno avvio all'attacco alla Britannia. Ad affrontare i Dieci Comandamenti e osteggiare il loro progetto di supremazia non ci sono solo Meliodas e compagni, ma altri guerrieri le cui reali capacità sono avvolte nel mistero. Mentre gli altri combattono, Ban, accompagnato da Jericho, continua il suo viaggio nella speranza di poter riportare in vita l’amata Elaine. I due arrivano a Ravens dove incontrano una volpe mannara, che si rivela essere Zhivago, il mentore di Ban, che in seguito muore. Melascula dei dieci COmandamenti intanto resuscita le anime dei morti, inclusa Elaine. |                                                                             |                   |                        |
| 19 | 17 febbraio 2016 (ed. regolare & limitata) | ISBN 978-4-06-395602-3 (ed. regolare) ISBN 978-4-06-358806-4 (ed. limitata) | 5 luglio 2017     | ISBN 978-88-226-0629-7 |
| 19 | Capitoli - 145. Anima bella (美しき魂?, Utsukushiki tamashii) - 146. Addio, ladro. (さらば愛しき盗賊?, Saraba itoshiki tōzoku) - 147. L'inseguimento della morte (死の猛追?, Shi no mōtsui) - 148. The Galand Game (ガラン・ゲーム?, Garan Gēmu) - 149. Il potere di Galand (ガランの魔力?, Garan no maryoku) - 150. Il signore del sole (太陽の主?, Taiyō no aruji) - 151. Si va in scena! (舞台がボクらを待っている?, Butai ga bokura o matteiru) - 152. Attratti dal lume di candela (燭光にさそわれて?, Shokkō ni sasowarete) - 153. Confessione da brividi (戦慄の告白?, Senritsu no kokuhaku) |                                                                             |                   |                        |
| 19 | Trama La resurrezione di Elaine era dovuta ad una maledizione del Clan dei Demoni. Nella speranza di salvare la sua amata, Ban cerca di sconfiggere Galand e Melascula, ma durante lo scontro avviene qualcosa di imprevisto che si rivela fatale per il “non morto”. In fuga dai demoni, Jericho porta sulle spalle Ban ed Elaine, che sono gravemente feriti, in un bar all'interno di una caverna, gestito da un misterioso oste baffuto si rivela essere Escanor, il peccato della superbia, nonché il più forte dei sette. Galand, terrorizzato dalla forza di Escanor, tenta di fuggire. Questo rompe il suo giuramento di combattere e viene trasformato in una statua dal suo stesso Comandamento. Melascula rimuove e mangia l'anima di Escanor, ma la sua anima si dimostra troppo potente e la brucia in cenere in pochi secondi. Mentre il sole tramonta, viene rivelato che il potere di Escanor è legato al sole, il che significa che è potente solo durante il giorno, ma ritorna alla sua debole forma di notte. |                                                                             |                   |                        |
| 20 | 15 aprile 2016 (ed. regolare & limitata) | ISBN 978-4-06-395650-4 (ed. regolare) ISBN 978-4-06-358807-1 (ed. limitata) | 3 ottobre 2017    | ISBN 978-88-226-0726-3 |
| 20 | Capitoli - 154. Il diavolo sorride (悪魔は微笑む?, Akuma wa hohoemu) - 155. Il labirinto delle trappole mortali (死の罠の迷宮?, Shi no wana no meikyū) - 156. La gara di esplorazione del labirinto (迷宮探索競技?, Meikyū tansaku kyōgi) - 157. La danza scomposta degli sfidanti (乱れ舞い踊る挑戦者たち?, Midare maiodoru chōsensha-tachi) - 158. Il tumultuoso banchetto dei valorosi (狂宴の勇者たち?, Kyōen no yūsha-tachi) - 159. Le parole non servono (言葉はいらない?, Kotoba wa iranai) - 160. Go! Breakthrough! (ゴー！！ブレイクスルー?, Gō!! Bureikusurū) - 161. I leggendari (伝承の者共?, Denshō no monodomo) - 162. Chi saranno i combattenti predestinati?! (運命の共闘者は誰だ！？?, Unmei no kyōtō-sha wa dare da!?) |                                                                             |                   |                        |
| 20 | Trama A Vaizel si terrà nuovamente un grande torneo di lotta il cui vincitore vedrà esaudito qualsiasi desiderio. Pur sapendo che si tratta di una trappola dei Dieci Comandamenti, i Seven Deadly Sins decidono di prendere parte alla competizione. Gloxinia, comandamento del riposo, sta usando la lotta per riunire migliaia di anime in un luogo, tra cui Meliodas. Uno dei demoni di Gloxinia attacca i figli di Matrona e li lascia vicino alla morte. Matrona decide di combattere nel festival e usa i vincitori per curarli. Gloxinia rivela che uno dei suoi servi è Drole, il primo re del clan dei giganti. Un complesso e micidiale labirinto costruito da Drole comincia a eliminare gli sfidanti più deboli riunitisi per partecipare al torneo. Gli sfidanti sopravvissuti al torneo sono divisi in coppie che si affrontano in duello. |                                                                             |                   |                        |

## Volumi 21-30
| 21 | 17 giugno 2016 (ed. regolare) 15 giugno 2016 (ed. limitata) | ISBN 978-4-06-395690-0 (ed. regolare) ISBN 978-4-06-358831-6 (ed. limitata) | 3 gennaio 2018   | ISBN 978-88-226-0819-2 |
| 21 | Capitoli - 163. La principessa e la santa (王女と聖女?, Ōjo to seijo) - 164. Gli irremovibili (譲らぬ者共?, Yuzuranu monodomo) - 165. La strana coppia (ちぐはぐラバーズ?, Chiguhagu rabāzu) - 166. Ciò che lì germoglia (そこに芽吹くもの?, Soko ni mebuku mono) - 167. Le persone più importanti (キミの中の大切な?, Kimi no naka no taisetsu na) - 168. Il piano per l'annientamento dei Dieci Comandamenti (〈十戒〉殲滅計画?, "Jikkai" senmetsu keikaku) - 169. Il leggendario Cavaliere Sacro più debole (伝説の最弱聖騎士?, Densetsu no saijaku Seikishi) - 170. Per chi brilla quella luce (その光は誰が為に?, Sono hikari wa dare ga tame ni) - Bonus. Il cuore a nudo (ハダカのココロ?, Hadaka no kokoro) |                                                                             |                  |                        |
| 21 | Trama Il deathmatch senza regole prende il via e il primo scontro vede in campo la strana coppia formata da Elizabeth e Elaine contro degli spietati cavalieri assassini. Dopo la conclusione dello scontro che vede contrapporsi la coppia composta da King e Diane ai golem simulacri di Drole e Gloxinia, inizia un altro combattimento, nel quale però i contendenti impegnati nel combattimento fanno parte della stessa squadra, Escanor e Gowther. Escanor rifiuta di affrontare l'alleato. Gowther usa la sua magia su Escanor, portando quest'ultimo alle sue esperienze passate e alla sua infatuazione con Merlin. Tuttavia, invece di essere terrorizzato, Escanor rovescia la magia trasformandosi nel suo stato di battaglia diurno nonostante sia notte, e con un colpo stende Gloxinia e Drole. |                                                                             |                  |                        |
| 22 | 17 agosto 2016 (ed. regolare & limitata) | ISBN 978-4-06-395729-7 (ed. regolare) ISBN 978-4-06-358836-1 (ed. limitata) | 1º marzo 2018    | ISBN 978-88-226-0915-1 |
| 22 | Capitoli - 171. Il tempo è giunto (時は来たれり?, Toki wa kitareri) - 172. Voi che un tempo eravate miei amici (かつて友だった お前たちへ?, Katsute tomodatta omaetachi e) - 173. Scende l'oscurità (闇は降り立つ?, Yami wa oritatsu) - 174. Meliodas VS. Dieci Comandamenti (メリオダス ｖｓ．〈十戒〉?, Meriodasu vs.〈Jikkai〉) - 175. Mio amato Meliodas (愛するメリオダスへ?, Aisuru Meriodasu e) - 176. L'oscurità racconta (闇は語る?, Yami wa kataru) - 177. Ciò che posso fare per te (僕が君にしてあげられること?, Boku ga kimi ni shite age rareru koto) - 178. Britannia nelle tenebre (暗黒のブリタニア?, Ankoku no buritania) - 179. In cerca di speranza (希望を求めて?, Kibō o motomete) |                                                                             |                  |                        |
| 22 | Trama Il torneo di lotta era solo un pretesto per lo scontro decisivo tra i Seven Deadly Sin e i Dieci Comandamenti. Mentre i Sins e i restanti partecipanti scappano a Lyonesse, lo scontro si fa sempre più intenso e letale, soprattutto nel momento in cui Meliodas si ritroverà a dover affrontare i Dieci Comandamenti in solitaria, di cui si scopre essere stato il leader precedente. Quando Meliodas resta impotente, Ban chiede di essere riportato indietro per poterlo aiutare nella battaglia. Nonostante il suo intervento Meliodas viene ucciso da Estarossa, il più potente dei Dieci Comandamenti, nonché suo fratello minore. Un mese dopo la morte di Meliodas, i restanti dieci comandamenti invadono e conquistano la terra della Britannia, tra cui Lyonesse e Camelot. |                                                                             |                  |                        |
| 23 | 17 ottobre 2016 (ed. regolare & limitata) | ISBN 978-4-06-395778-5 (ed. regolare) ISBN 978-4-06-358841-5 (ed. limitata) | 2 maggio 2018    | ISBN 978-88-226-0994-6 |
| 23 | Capitoli - 180. Il cavaliere errante (さまよえる騎士?, Samayoeru kishi) - 181. Il comandante dei Cavalieri Sacri Zaratras (聖騎士ザラトラス?, Hijiri kishi Zaratorasu) - 182. Il tepore della certezza (たしかなぬくもり?, Tashikana nukumori) - 183. Danger Zone (デンジャーゾーン?, Denjāzōn) - 184. Megascontro! (超激突！！?, Chō gekitotsu!) - 185. Superbia VS. Amore (〈傲慢〉 ｖｓ．〈慈愛〉?, 〈Gōman〉vs. 〈Jiai〉) - 186. La battaglia per la difesa di Lyonesse (リオネス防衛戦?, Rionesu bōei-sen) - 187. Sparite, esseri malvagi! (滅びよ邪悪な者共よ?, Horobiyo jaakuna monodomo yo) - 188. Il ritorno dei peccatori! (〈罪〉の帰還?, 〈Tsumi〉 no kikan) |                                                                             |                  |                        |
| 23 | Trama Zaratras appare improvvisamente a Elizabeth, essendo stato resuscitato da Melascula. Lancia un incantesimo che gli permette di vedere i ricordi di Meliodas. In passato Meliodas salvò Elizabeth bambina dalla città in fiamme di Danafor. Re Bartra adottò Elizabeth e Meliodas insieme a Merlin formò i Sette Peccati Capitali, guerrieri destinati a distruggere i Comandamenti. Nel frattempo, l'anima di Meliodas si trova nel Purgatorio dove viene rivelato che suo padre, il Re dei Demoni, ha mangiato le sue emozioni, cercando di fargli dimenticare il suo amore per le continue reincarnazioni di Elizabeth e per trasformarlo in un demone malvagio. I demoni attaccano Lyonesse, e Estarossa è l’avversario più potente da dover sconfiggere, ma il suo comandamento impone a chiunque provi odio nei suoi confronti di non poter più muovere un muscolo, rendendo, di fatto, impossibile colpirlo per tutti, tranne che per Escanor, che affronta cosi il comandamento, riuscendo infine a sconfiggerlo. Il capitano Denzel sacrifica la sua vita invocando la dea Nerobasta, che possiede il suo corpo. Tuttavia, Nerobasta tenta di fuggire, ma Derieri, la insegue e fa a pezzi il corpo di Denzel, uccidendola. Elizabeth e Zaratras corrono verso Lyonesse, Derieri intuisce il potere della Dea dentro Elizabeth e cerca di ucciderla, ma viene improvvisamente spazzata via da Meliodas che si è finalmente svegliato. |                                                                             |                  |                        |
| 24 | 16 dicembre 2016 (ed. regolare) 14 dicembre 2016 (ed. limitata) | ISBN 978-4-06-395829-4 (ed. regolare) ISBN 978-4-06-358845-3 (ed. limitata) | 1º agosto 2018   | ISBN 978-88-226-1114-7 |
| 24 | Capitoli - 189. Il risveglio dell'eroe! (英雄立つ！！?, Eiyū tatsu! !) - 190. Il banchetto infernale (魔宴?, Maen) - 191. Una donna insaziabile (満たされぬ女?, Mitasa renu on'na) - 192. Hendrickson VS. Fraudrin (ヘンドリクセン vs．フラウドリン?, Hendorikusen vs. furaudorin) - 193. La decisione del Comandante dei Cavalieri Sacri (覚悟の聖騎士長?, Kakugo no hijiri kishi-chō) - 194. Una speranza crudele (残酷なる希望?, Zankokunaru kibō) - 195. Si conclude la battaglia per la difesa di Lyonesse! (リオネス防衛戦終結！?, Rionesu bōei-sen shūketsu!) - 196. Basta che ci sia tu (君がいるだけで?, Kimigairudakede) - 197. Le risposte di ognuno (それぞれの答え?, Sorezore no kotae) - Bonus. Peccatori in vacanza (大罪 Ｖａｃａｔｉｏｎ?, Taizai Vacation) |                                                                             |                  |                        |
| 24 | Trama Mentre la situazione al castello di Lyonesse si fa ancora più disastrosa, Merlin, liberata dal Comandamento della Verità di Galand, riappare nella sua forma originaria. Lo scontro fra i Sette Peccati Capitali e i Dieci Comandamenti imperversa su due diversi fronti: da un lato, Meliodas, da poco ritornato dal regno dei morti, contro Derrierie e Monspeet, dall’altro tutti gli altri, insieme ai Cavalieri Sacri, sono alle prese con Grayroad, il Comandamento della Pace simboleggiato dalla frase “Non devi uccidere”, e Fraudrin, che ha preso il possesso del corpo di Dreyfus. Determinato a uccidere il suo ex capo per aver tradito il clan 3000 anni prima, Fraudrin affronta poi il risorto Meliodas, ancora più potente e oscuro. Meliodas uccide infine Fraudrin, mentre Merlin cattura Grayroad. Lyonesse è salva, ma Gustaf, Marmas e Dogedo sono caduti in battaglia. Howzer viene promosso Gran Cavaliere Sacro. |                                                                             |                  |                        |
| 25 | 17 marzo 2017 (ed. regolare & limitata) | ISBN 978-4-06-395895-9 (ed. regolare) ISBN 978-4-06-362353-6 (ed. limitata) | 3 ottobre 2018   | ISBN 978-88-226-1092-8 |
| 25 | Capitoli - 198. La gigantessa e il folletto (巨人と妖精?, Kyojin to yōsei) - 199. Senza luce (光なき者たち?, Hikari naki-sha-tachi) - 200. Memorie della Guerra Santa (聖戦の記憶?, Seisen no kioku) - 201. Combattere uniti (共闘する者たち?, Kyōtō suru mono-tachi) - 202. I protagonisti della Guerra Santa (聖戦の役者たち?, Seisen no yakusha-tachi) - 203. Il piano di Ludociel (リュドシェルの計画?, Ryudosheru no keikaku) - 204. Che luce sia (光あれ?, Hikari are) - 205. I Dieci Comandamenti contro i Quattro Arcangeli (〈十戒〉 ｖｓ．〈四大天使〉?, 〈Jikkai〉vs.〈Shidaitenshi〉) - 206. La bestia selvaggia ulula (野獣 吼える?, Yajū hoeru) |                                                                             |                  |                        |
| 25 | Trama Gloxinia e Drole riescono a infiltrarsi nella foresta del re delle fate e rapiscono Diane e King. Usando un rituale, i due rivivono ciò che hanno attraversato i due comandamenti durante la Guerra Santa. Nei panni di Gloxinia e Drole i due incontrano Meliodas e la dea Elizabeth, entrambi membri dello Stigma, un'alleanza fra dee, fate e giganti, istituita per combattere i demoni. King, Diane e Meliodas eliminano Calmadios dei Dieci Comandamenti. Dopo la battaglia, gli umani soccorsi si uniscono a Stigma, che si rivela avere la base all'interno della Foresta del re delle fate. Uno dei quattro Arcangeli, Ludociel, si rivela essere il capo. I dieci comandamenti tentano di invadere lo Stigma, ma vengono fermati da Elizabeth. I dieci comandamenti combattono tre dei quattro arcangeli, i quali finiscono per essere sopraffatti da Derieri e Monspeet quando si trasformano in Indura. |                                                                             |                  |                        |
| 26 | 17 maggio 2017 (ed. regolare) 15 maggio 2017 (ed. limitata) | ISBN 978-4-06-395948-2 (ed. regolare) ISBN 978-4-06-510013-4 (ed. limitata) | 1º novembre 2018 | ISBN 978-88-226-1093-5 |
| 26 | Capitoli - 207. Indura, mostri della distruzione (破壊獣インデュラ?, Hakai-jū Inde~yura) - 208. Elizabeth VS. Indura (エリザベス ｖｓ．インデュラ?, Erizabesu vs. Inde~yura) - 209. Un passo avanti verso il futuro (未来への前進?, Mirai e no zenshin) - 210. Il maelstorm dei sentimenti (感情メイルシュトローム?, Kanjō meirushutorōmu) - 211. Chi dice addio (さよならを告げる人?, Sayonara o tsugeru hito) - Another Story. La bambola che vuole amare (人形は愛を乞う?, Ningyō wa ai o kou) - 212. Il dono (贈り物?, Okurimono) - 213. Noi lo chiamiamo amore (それをボクらは愛と呼ぶ?, Sore o boku-ra wa ai to yobu) - Bonus. Un bel modo per sciogliere un incantesimo - Bonus. Ciò che voglio dirti - Bonus. Hawk della cupidigia |                                                                             |                  |                        |
| 26 | Trama Sariel e Tarmiel tradiscono Ludociel e aiutano Elizabeth a riportare Derieri e Monspeet alla normalità. Gowther si infiltra nel quartier generale di Stigma controllando Nerobasta. Inoltre manipola Melascula usando la Luce della Grazia per liberare il suo vero maestro, Gowther. Gli umani si ribellano contro lo Stigma, avendo un profondo rancore verso di loro. Diane parla con l'originale Gowther, mentre King vede Rou con in braccio Gerheade sanguinante. Si rivela che Rou ha salvato Gerheade dalla morte uccidendo il suo alleato e le dice che la sua città è stata spazzata via da Stigma. |                                                                             |                  |                        |
| 27 | 14 luglio 2017 (ed. regolare) 12 luglio 2017 (ed. limitata) | ISBN 978-4-06-510039-4 (ed. regolare) ISBN 978-4-06-510043-1 (ed. limitata) | 4 gennaio 2019   | ISBN 978-8-82-261196-3 |
| 27 | Capitoli - 214. Quello che era non tornerà (あの日の君にはもう届かない?, Ano Ni~Tsu no kimi ni hamou todokanai) - 215. Zeldris il boia (処刑人ゼルドリス?, Shokei hito zerudorisu) - 216. Peccatori, è tempo di riunirsi! (いざ、大罪集結へ！！?, Iza, taizai shūketsu e! !) - 217. Dove si trova il cuore (心の在り処?, Kokoro no arika) - 218. Siamo riusciti a incontrarci di nuovo (また会えたね?, Mata aeta ne) - 219. Il riposo degli eroi (英雄たちの休息?, Eiyū-tachi no kyūsoku) - 220. Il banchetto degli eroi (英雄たちの宴?, Eiyū-tachi no utage) - 221. Cuore inquieto (はやる心?, Hayaru kokoro) - 222. Gli amanti maledetti (呪われし恋人たち?, Norowa reshi koibito-tachi) |                                                                             |                  |                        |
| 27 | Trama King non uccide Rou, dopo aver ricordato le parole di Elaine su Ban. Come risultato, passa la sua prova. Diane incontra e combatte Zeldris, che è venuto a riportare in carcere l'originale Gowther. Sconfitta facilmente Diane, tenta di convincerla ad unirsi ai Comandamenti, tuttavia scappa via, passando anche lei la prova. Nel presente Diane ritrova i suoi ricordi di King come risultato del regalo che Gowther gli aveva dato. Gloxinia e Gerheade si riuniscono, mentre Oslo si rivela essere la reincarnazione di Rou. King e Diane si ricongiungono agli altri Sins a Lyonesse. Gowther riacquista le sue emozioni con l'aiuto di Diane e King. Merlin, mentre cerca Arthur, è maledetta da Zeldris. Mentre Elizabeth è in procinto di curarla, incontra Zeldris che le conferma che è la reincarnazione della maledetta dea Elizabeth che è stata insieme a suo fratello Meliodas attraverso molteplici reincarnazioni e le restituisce i suoi ricordi. I Sin si recano a Corand per dissipare la distorsione dimensionale che circonda Camelot e per fare che dovranno combattere Melascula, che è ancora viva e ha un solo cuore rimasto. |                                                                             |                  |                        |
| 28 | 17 ottobre 2017 (ed. regolare) 13 ottobre 2017 (ed. limitata) | ISBN 978-4-06-510242-8 (ed. regolare) ISBN 978-4-06-510446-0 (ed. limitata) | 3 aprile 2019    | ISBN 978-88-226-1324-0 |
| 28 | Capitoli - 223. Gli innamorati disorientati (とまどう恋人たち?, Tomadō koibito-tachi) - 224. Questa è la nostra vita (それが僕らの生きる道?, Sore ga bokurano ikiru michi) - 225. A ciascuno il suo conflitto (それぞれの葛藤?, Sorezore no kattō) - 226. Disumano (アラクレ?, Arakure) - 227. I rancori non riposano (怨念たちは眠らない?, On'nen-tachi wa nemuranai) - 228. La dea e la santa (女神と聖女?, Megami to seijo) - 229. L'amore è la forza delle fanciulle (愛は乙女の力?, Ai wa otome no chikara) - 230. L'errore di calcolo di Melascula (メラスキュラの誤算?, Merasukyura no gosan) - 231. Superbia VS. ira (〈傲慢〉 ｖｓ．〈憤怒〉?, <Gōman> vs. <Funnu>) |                                                                             |                  |                        |
| 28 | Trama Elizabeth sviene quando inizia a riguadagnare frammenti dei suoi ricordi precedenti. Meliodas rivela ai suoi compagni che Elizabeth morirà in tre giorni a causa della maledizione inflitta a lei dal Re dei Demoni e dalla Dea Suprema. Rivela anche che l'attuale Elizabeth è la centosettesima, e che è stato in un viaggio personale per liberare se stesso e lei dalle loro maledizioni. Rivela anche che quando la maledizione verrà tolta, lui ed Elizabeth alla fine moriranno. Dopo essere arrivato a Corand, Meliodas cade nella trappola di Melascula, che usa il potere per alimentare la forza di un esercito di scheletri al fine di attaccare i peccati. Dopo averli sconfitti, gli spiriti di Corand, pieni di odio, possiedono Diane. Lo spirito di Helbram si sacrifica per placare gli spiriti nel tentativo di salvare Diane, poiché viene rivelato che è lui il responsabile dell'uccisione dei cittadini di Corand, mentre ad Elaine spuntano un paio di ali nella lotta contro Melascula per salvare Ban. I Sette Peccati Capitali sono in grado di sopraffare Melascula, nella sua forma di serpente, che viene catturata da Merlin. Meliodas, nel tentativo di uscire dalla trappola, perde le sue emozioni, ritornando di nuovo al suo vecchio stato di capo dei Dieci Comandamenti. Escanor affronta Meliodas. |                                                                             |                  |                        |
| 29 | 15 dicembre 2017 (ed. regolare & limitata) | ISBN 978-4-06-510582-5 (ed. regolare) ISBN 978-4-06-510822-2 (ed. limitata) | 5 giugno 2019    | ISBN 978-88-226-1405-6 |
| 29 | Capitoli - 232. Il più forte VS. il più crudele (最強 ｖｓ．最凶?, Saikyō vs. Saikyō) - 233. Danni (ダメージ?, Damēji) - 234. La porta verso l'ignoto (未知への扉?, Michi e no tobira) - 235. Una nuova minaccia (新たなる脅威?, Aratanaru kyōi) - 236. Il rendez-vous della disperazione (絶望ランデブー?, Zetsubō randebū) - 237. L'orco del ciuccio (おしゃぶりの鬼?, Oshaburi no oni) - 238. Lo spiraglio (愛は乙女の力?, Umareta suki) - 239. Per il capitano (団長へ?, Danchō e) - 240. Le fondamenta del futuro (未来への礎?, Mirai e no ishizue) - Bonus. Il fidanzamento maledetto |                                                                             |                  |                        |
| 29 | Trama Sfruttando il picco massimo del suo potere, Escanor è in grado di sottomettere Meliodas, pur perdendo i sensi a causa dello sforzo. Sulla strada per Camelot, Merlin permette a Elizabeth di stare con Meliodas e li mette in un Perfect Cube. Il re dei demoni contratta Zeldris dicendogli di volere che Meliodas gli succeda. Vengono presentati due demoni di alto rango, Chandler e Cusack, maestri rispettivamente di Meliodas e Zeldris. Venuto a conoscenza della volontà del Re, Chandler parte alla ricerca di Meliodas. Raggiunti i peccati, riesce a sconfiggerli facilmente, ma in loro aiuto giungono Drole e Gloxinia, che affrontano Chandler e consentono loro di scappare. |                                                                             |                  |                        |
| 30 | 16 febbraio 2018 (ed. regolare & limitata) | ISBN 978-4-06-510966-3 (ed. regolare) ISBN 978-4-06-510967-0 (ed. limitata) | 3 luglio 2019    | ISBN 978-88-226-1461-2 |
| 30 | Capitoli - 241. Eredità spirituale (受け継がれる魂?, Uketsuga reru tamashī) - 242. La fine dei Seven Deadly Sins (〈七つの大罪〉終結?, 〈Nanatsu no Taizai〉 shūketsu) - 243. E lui se ne va (そして彼は旅に出る?, Soshite kare wa tabi ni deru) - 244. La principessa prescelta (選ばれし王女?, Eraba reshi ōjo) - 245. La marcia dei santi (聖者の行進?, Seija no kōshin) - 246. Incontro casuale (邂逅?, Kaigō) - 247. La raccolta (回収?, Kaishū) - 248. Le nostre scelte (ボクたちの選択?, Bokutachi no sentaku) - 249. La transazione (取引?, Torihiki) |                                                                             |                  |                        |
| 30 | Trama Drole e Gloxinia combattono e muoiono per mano di Chandler per salvare Elizabeth e i Sette Peccati Capitali. Tornato in se, Meliodas abbandona i suoi compagni e va via con Chandler portando con se con sé Elizabeth. Viene poi rivelato che Hawk è collegato al Purgatorio e Ban, attraverso Hawk, si reca nel Purgatorio nella speranza di riportare indietro le emozioni di Meliodas. Ludociel entra nel corpo di Margaret, mentre Sariel e Tarmiel si impossessano dei corpi di Solaseed e Arbus. Meliodas si unisce ai suoi fratelli, Estarossa e Zeldris per trovare i comandamenti e diventare il Re dei Demoni. Dopo un disaccordo con Meliodas, Elizabeth fugge riproponendosi di fermarlo, mentre Zeldris attacca Merlin e gli altri, ma viene spazzato via da Ludociel. |                                                                             |                  |                        |

## Volumi 31-41
| 31 | 17 aprile 2018 (ed. regolare & limitata) | ISBN 978-4-06-511205-2 (ed. regolare) ISBN 978-4-06-511376-9 (ed. limitata) | 4 settembre 2019  | ISBN 978-88-226-1519-0 |
| 31 | Capitoli - 250. La decisione della principessa (構図?, Kōzu) - 251. Il patto della Guerra Santa (聖戦協定?, Seisen kyōtei) - 252. Antichi rancori (宿怨?, Shukuen) - 253. La grazia perduta (失われし恩寵?, Ushinawa reshi onchō) - 254. Camelot senza speranza (絶望のキャメロット?, Zetsubō no Kyamerotto) - 255. Il figlio della speranza (希望の子?, Kibō no ko) - 256. Trafitto dalla spada sacra (貫く聖剣?, Tsuranuku seiken) - 257. È tempo di attaccare (出撃の時?, Shutsugeki no toki) - 258. L'inizio della Guerra Santa (聖戦開始?, Seisen kaishi) |                                                                             |                   |                        |
| 31 | Trama Elizabeth si allea con Sins, insieme a Cavalieri Sacri e ai quattro arcangeli per impedire a Meliodas di diventare il re dei demoni. Ludociel rivela che suo fratello Mael, il quarto Arcangelo, è stato ucciso da Estarossa, e che il potere di Escanor non è che la Grazia di Mael, Sunshine. Estarossa uccide senza pietà Galand per acquisire il suo comandamento. Arthur Pendragon tenta di riprendersi il regno di Camelot combattendo Meliodas e i suoi compagni demoni con la Sacra Spada Excalibur, ma alla fine fallisce e si accoltella con la spada dopo essere stato controllato dall'abilità di Cusack. La guerra sacra ha inizio. |                                                                             |                   |                        |
| 32 | 15 giugno 2018 (ed. regolare & limitata) | ISBN 978-4-06-511616-6 (ed. regolare) ISBN 978-4-06-511618-0 (ed. limitata) | 1º novembre 2019  | ISBN 978-88-226-1549-7 |
| 32 | Capitoli - 259. Britannia nel caos della guerra (戦渦のブリタニア?, Senka no buritania) - 260. Ciò che voglio tu sappia (キミに伝えたいこと?, Kimi ni tsutaetaikoto) - 261. Il gatto che ha perso la strada (迷子の猫?, Maigo no neko) - 262. Deviato dall'oscurità (闇に歪む者?, Yami ni yugamu mono) - 263. L'oscurità si spalanca (闇爆ぜる?, Yami hazeru) - 264. Uno spirito stravolto e distrutto (歪み捻じれ壊れる男?, Yugami nejire kowareru otoko) - 265. Amore fuori controllo (暴走する愛?, Bōsō suru ai) - Bonus. Un bel sogno - 266. Inseguitore e inseguiti (続いてフォローする?, Tsudzuite forō suru) - Bonus. Combatti, comandante dei Cavalieri degli Avanzi! - Bonus. In cerca di mutande - Bonus. Il restyling del Boar's Hat |                                                                             |                   |                        |
| 32 | Trama Estarossa uccide Monspeet e prende il suo Comandamento, mentre Derieri finisce nel bel mezzo della Guerra accanto a Elizabeth. Mentre Estarossa raggiunge il campo di battaglia perseguitando Derieri per prendere il suo Comandamento, isola Derieri ed Elizabeth. Dopo alcune parole tra loro, Elizabeth manda in fuga Estarossa, che viene poi affrontato da Sariel e Tarmiel. I due non riescono ad avere la meglio, cosi Elizabeth si consegna al nemico. King decide di andare avanti per salvarla, e Sariel e Tarmiel, dopo aver recuperato i loro corpi originali, si uniscono a lui. Arriva anche Derieri, e i quattro vanno in cerca di Estarossa mentre il resto dell'esercito riprende la strada per Camelot. |                                                                             |                   |                        |
| 33 | 17 agosto 2018 (ed. regolare & limitata) | ISBN 978-4-06-512235-8 (ed. regolare) ISBN 978-4-06-512236-5 (ed. limitata) | 8 gennaio 2020    | ISBN 978-88-226-1647-0 |
| 33 | Capitoli - 267. Dal cielo (天空より?, Tenkū yori) - 268. Dal Purgatorio (天空より?, Rengoku yori) - 269. Vita da Purgatorio (煉獄ライフ?, Rengoku Raifu) - 270. Incontro con l'ignoto (未知との遭遇?, Michi to no Sōgū) - 271. Amore devoto (一途なる想い?, Ichizu naru Omoi) - 272. L'eterna lotta (永劫する戦い?, Eigō suru Tatakai) - 273. Le vittime della Guerra Sacra (聖戦の犠牲者?, Seisen no Giseisha) - 274. Mael, l'angelo caduto della disperazione (絶望の堕天使マエル?, Zetsubō no Datenshi Maeru) - 275. Unica anima (心を一つに?, Kokoro wo Hitotsu ni) |                                                                             |                   |                        |
| 33 | Trama Ban si riunisce con le emozioni di Meliodas nel Purgatorio. Le emozioni di Meliodas e Ban incontrano poi Wild, il fratello maggiore di Hawk. Viene rivelato che Hawk ha avuto origine dal Purgatorio e fu preso dal Re dei Demoni per spiare Meliodas. Meliodas e il Re dei Demoni si rivelano incapaci di ricordare qualcosa su Estarossa, e il Re dei Demoni crede che Gowther sia in qualche modo responsabile. Viene rivelato che Estarossa è in realtà Mael, che è stato sottoposto al lavaggio del cervello da parte del demone Gowther per fargli credere che fosse il figlio del Re dei Demoni. In preda alla furia e corrotto dal potere dei Comandamenti, Mael attacca Gowther e King. |                                                                             |                   |                        |
| 34 | 16 novembre 2018 (ed. regolare & limitata) | ISBN 978-4-06-512991-3 (ed. regolare) ISBN 978-4-06-512847-3 (ed. limitata) | 4 marzo 2020      | ISBN 978-88-226-1684-5 |
| 34 | Capitoli - 276. Un triste attacco (悲しき一撃?, Kanashiki ichigeki) - 277. Impossibile sfuggire all'amore (愛から自由になる術はない?, Ai kara jiyū ni naru sube wa nai) - 278. Fronteggiare la disperazione (絶望に立ち向かえ!!?, Zetsubō ni tachimukae!!) - 279. Le campane della vittoria (勝利の鐘の音?, Shōri no kane no ne) - 280. Crollo (崩壊?, Hōkai) - 281. Re dei Folletti VS. Angelo della Morte (妖精王vs.死の天使?, Yōsei-ō vs. shi no tenshi) - 282. Gowther VS. Mael (ゴウセルvs.マエル?, Gouseru vs. Maeru) - 283. Volontà di sopravvivere (生還への渇望?, Seikan e no katsubō) - 284. Il portale della speranza (希望への扉?, Kibō e no tobira) - Bonus. Mezzogiorno di fuoco |                                                                             |                   |                        |
| 34 | Trama Mael uccide Derieri e prende il suo comandamento, per poi distruggere i corpi fisici di Sariel e Tarmiel. Oslo muore sacrificandosi per salvare i suoi amici. Le ali di King raggiungono la piena crescita, dandogli una grande forza, e permettendogli di sconfiggere Mael. Gowther rivela la ragione per cui il suo creatore ha scelto di sacrificare Mael era una forma di vendetta per Mael che uccise la sua amante Glariza, e riesce a liberare Mael dai comandamenti, riportandolo al suo vecchio se. Dopo aver combattuto per molti anni contro il re dei demoni, le emozioni di Meliodas e Ban fuggono finalmente dal Purgatorio grazie al sacrificio di Wild. |                                                                             |                   |                        |
| 35 | 17 gennaio 2019 (ed. regolare & limitata) | ISBN 978-4-06-513877-9 (ed. regolare) ISBN 978-4-06-513878-6 (ed. limitata) | 3 giugno 2020     | ISBN 978-88-226-1763-7 |
| 35 | Capitoli - 285. Cosa ci aspetta (その先に在るもの?, Sono saki ni aru mono) - 286. Il lampo (閃光?, Senkō) - 287. Il principe dell'oscurità (暗黒の王子?, Ankoku no ōji) - 288. Ominous Nebula (オペレーション "ゴッド?, Operēshon "goddo") - 289. Superbia VS. pietà (?) - 290. Subdoli vermi (小賢しき蛆虫たち?, Kozakashiki Ujimushi-tachi) - 291. La cena della strega (目には目を 歯には歯を?, Me ni wa Me wo, Ha ni wa Ha wo) - 292. La manifestazione dell'incubo e il ritorno della speranza (悪夢の顕現 希望の帰還?, Akumu no Kengen Kibō no Kikan) - 293. Quando "un giorno" diventa "oggi" (「いつか」が叶う時?, "Itsuka" ga kanau toki) |                                                                             |                   |                        |
| 35 | Trama La forza d'assalto formata da Merlin, Ludociel, Escanor, Gilthunder e Hendrickson combatte contro Zeldris, Cusack e Chandler. Ludociel mostra parte del suo potere e alla fine Zeldris si prepara a liberare il suo vero potere originale. Mentre Escanor e Ludociel si uniscono per contrastare l'attacco di Zeldris, Merlin affronta Chandler e Cusack, mettendoli in difficoltà. Elaine perde le ali durante una battaglia contro i demoni, e Ban, tornato dal Purgatorio, rinuncia alla sua immortalità per salvarla. |                                                                             |                   |                        |
| 36 | 17 aprile 2019 (ed. regolare & limitata) | ISBN 978-4-06-514884-6 (ed. regolare) ISBN 978-4-06-514885-3 (ed. limitata) | 5 agosto 2020     | ISBN 978-88-226-1928-0 |
| 36 | Capitoli - 294. Speranza, conflitto e disperazione (希望と葛藤と絶望?, Kibō to kattō to zetsubō) - 295. Riunirsi (集結するものたち?, Shūketsu suru mono-tachi) - 296. Come amico, come fratello (友として 兄として?, Tomo toshite ani toshite) - 297. La salvezza del sole (太陽の救済?, Taiyō no kyūsai) - 298. Mael VS. Zeldris (マエルvs.ゼルドリス?, Maeru vs. Zerudorisu) - 299. Tutto si congela (すべてが凍り付く?, Subete ga kooritsuku) - 300. Meliodas Re dei Demoni (魔神王メリオダス?, Majin-Ō Meriodasu) - 301. L'uomo che affronta il dio (みんなの想い?, Minna no omoi) - 302. Tutti aspettano te (みんながキミを待っている?, Minna ga kimi wo matte iru) - Bonus. Sorelle minori |                                                                             |                   |                        |
| 36 | Trama Mael usa un incantesimo per far sì che le anime di Derrieri e Oslo si reincarnino nel futuro. Cusack e Chandler intanto rivelano di essere le due metà di un essere chiamato Demone Originale che è stato separato come punizione per aver cercato di ribellarsi al Re dei Demoni. Si ricongiungono per combattere Merlin ed Escanor, mentre Hendrickson espelle Ludociel dal corpo di Margaret. Mael e il resto dei Sins giungono sul luogo e Mael recupera la sua grazia da Escanor. Il demone originale viene sconfitto da Mael, che combatte insieme ai Sins contro Zeldris per permettere a Merlin di congelare il tempo del bozzolo di Meliodas. Meliodas tuttavia rinasce come il re dei demoni dopo aver assorbito i comandamenti, ma viene rivelato che il Re dei Demoni ha preso il controllo del corpo di Meliodas. Mentre i Sins fronteggiano il Re dei Demoni all'esterno, nella sua mente Meliodas combatte il padre. |                                                                             |                   |                        |
| 37 | 17 giugno 2019 (ed. regolare & limitata) | ISBN 978-4-06-516231-6 (ed. regolare) ISBN 978-4-06-516232-3 (ed. limitata) | 30 settembre 2020 | ISBN 978-88-226-1976-1 |
| 37 | Capitoli - 303. Tutti per uno (みんながキミの力になる?, Minna ga kimi no chikara ni naru) - 304. Il desiderio del boia (処刑人は願う?, Shokeinin wa negau) - 305. In punto di morte (断末魔?, Danmatsuma) - 306. La conclusione di un lungo viaggio (永き旅の終着?, Nagaki tabi no shūchaku) - 307. Momenti di felicità (エピローグ１?, Epirōgu 1) - 308. Meliodas scompare (エピローグ2?, Epirōgu 2) - 309. Questa è la mia strada (エピローグ3?, Epirōgu 3) - 310. Addio, Seven Deadly Sins! (さよなら〈七つの大罪〉?, Sayonara 〈Nanatsu no Taizai〉) - 311. Non è ancora finita (まだ終わらない?, Mada Owaranai) |                                                                             |                   |                        |
| 37 | Trama Grazie al supporto di Zeldris, che viene ferito dal padre, e del resto di Sins, Meliodas riesce ad espellere il padre dal proprio corpo. Dopo la sconfitta del Re dei Demoni, tutti i demoni minori che attaccano i Lyonesse si ritirano. I Sins sono felici che la guerra sia finalmente finita ma anche tristi perché la maledizione di Elizabeth si manifesterebbe in un solo giorno. Meliodas rivela quindi di aver ottenuto il potere di rompere la maledizione nel Purgatorio. Con l'aiuto di Merlin, alla fine distrugge le maledizioni e i Sins tornano da Lyonesse. Nonostante questo, Meliodas non sarà in grado di rimanere in Britannia più a lungo, cosi Elizabeth decide di recarsi con lui nel Regno dei Demoni, mentre i Seven Deadly Sins vengono ufficialmente sciolti. Ma prima che possano andarsene, una roccia gigantesca cade improvvisamente, apparentemente schiacciando Elizabeth a morte. Elizabeth è ancora viva, ma la sua maledizione è ancora attiva. Cusack decide di uccidere Chandler per essere in grado di rendere Zeldris il nuovo re dei demoni. Ci riesce, ma viene ucciso dal Re dei Demoni, che ora possiede Zeldris.                                                                               |                                                                             |                   |                        |
| 38 | 17 settembre 2019 (ed. regolare & limitata) | ISBN 978-4-06-515676-6 (ed. regolare) ISBN 978-4-06-515678-0 (ed. limitata) | 2 dicembre 2020   | ISBN 978-88-226-2058-3 |
| 38 | Capitoli - 312. Inizia la guerra (開戦?, Kaisen) - 313. Fratelli del destino (宿命の兄弟?, Shukumei no kyōdai) - 314. I due Re dei Demoni (無慈悲なる救済?, Mujihi naru Kyūsai) - 315. L'ultima guerra (最終戦争?, Saishū sensō) - 316. L'indura favorito (主恩のインデュラ?, Shuon no Indura) - 317. Superba decisione (傲慢なる決意?, Gōman naru ketsui) - 318. Battaglia confusa (混迷の戦況?, Konmei no Senkyō) - 319. Stallo imperdonabile (許されざる膠着?, Yurusarezaru Kōchaku) - 320. Fratelli nella disperazione (絶望の兄弟?, Zetsubō no Kyōdai) |                                                                             |                   |                        |
| 38 | Trama Meliodas ed Elizabeth si dirigono verso il lago di Salisbury, dove si trova il Re dei Demoni, che intanto sta ingannando la coscienza di Zeldris per avere il controllo del suo corpo. Al centro della Britannia, Diane, Ban, King, Gowther e Merlin affrontano l'Indura richiamato dal Re dei Demoni, che dà vita a innumerevoli piccoli Indura che si diffondono ovunque. I Sins tentano di fermarli e Merlin consegna a Ban qualcosa che aumenterà il suo potere offensivo: il suo tesoro sacro Courechouse. Uno di questi, attacca Gilthunder, Howzer e Griamore, che vengono difesi da Escanor. I quattro vengono poi salvati da Mael, che su richiesta di Escanor, gli ridona la sua Grazia. Mentre lo scontro Meliodas e Elizabeth contro il Re dei Demoni prosegue, i Sins raggiungono il lago di Salisbury per combattere al fianco del loro capitano. |                                                                             |                   |                        |
| 39 | 15 novembre 2019 (ed. regolare & limitata) | ISBN 978-4-06-517356-5 (ed. regolare) ISBN 978-4-06-517357-2 (ed. limitata) | 3 febbraio 2021   | ISBN 978-88-226-2126-9 |
| 39 | Capitoli - 321. La luce (光?, Hikari) - 322. La voce che chiama il tuo nome (キミの名を呼ぶ声?, Kimi no na wo yobu koe) - 323. Io sono qui (ボクはここにいる?, Boku wa koko ni iru) - 324. Promessa tra fratelli (兄弟の約束?, Kyōdai no yakusoku) - 325. La resistenza (抗う者たち?, Aragau mono-tachi) - 326. Seven Deadly Sins vs Re dei Demoni (＜七つの大罪＞vs.魔神王?, Nanatsu no Taizai" vs. Majin-Ō) - 327. L'uomo chiamato Escanor (エスカノールという男?, Esukanōru to iu otoko) - Another Story. Il re canta da solo (王は孤独に歌う?, Ō wa kodoku ni utau) - 328. The One Ultimate (天上天下唯我独尊の極み Za wan arutimetto?) |                                                                             |                   |                        |
| 39 | Trama Gowther e Meliodas provano ad entrare nello spirito dell'avversario per salvare Zeldris, ma il Re dei Demoni tiene testa a tutti i presenti. In quel momento, però, arriva Escanor, e Gelda raggiunge Salisbury. Meliodas riesce a svegliare la coscienza di Zeldris, mentre Gelda beve il sangue del Re dei Demoni per entrare nella sua coscienza. Nella sua mente, Zeldris combatte il padre, mentre i Sins lo combattono all'esterno. Con la danza di Drole, Diane mette in difficoltà il Re dei Demoni; durante lo scontro, King le chiede di sposarlo e la gigantessa accetta. Rafforzata ulteriormente dai sentimenti, Diane isola il campo di battaglia, togliendo al nemico l'energia del lago di Salisbury, mentre Escanor brucia la sua stessa forza vitale per prolungare il proprio potere, disposto a sacrificarsi per i propri compagni. |                                                                             |                   |                        |
| 40 | 17 febbraio 2020 (ed. regolare & limitata) | ISBN 978-4-06-518271-0 (ed. regolare) ISBN 978-4-06-518272-7 (ed. limitata) | 31 marzo 2021     | ISBN 978-88-226-2217-4 |
| 40 | Capitoli - 329. Zeldris VS. Re dei Demoni (ゼルドリスvs.魔神王?, Zerudorisu vs. Majin-Ō) - 330. La lotta (あがき?, Agaki) - 331. Mai sotto lo stesso cielo (倶に天を戴かず?, Tomo ni ten wo itadakazu) - 332. Compensazione (代償?, Daishō) - 333. Superbia, gola e cicatrici (傲慢と暴食と傷跡?, Gōman to Bōshoku to Kizuato) - 334. La fine di un'era (一つの時代の終わり?, Hitotsu no jidai no owari) - 335. Il fine ultimo della strega (魔女が求めつづけたもの?, Majo ga motometsuzuketa mono) - 336. Il Re del Caos (混沌の王?, Konton no ō) - 337. Merlin (マーリン?, Mārin) |                                                                             |                   |                        |
| 40 | Trama La coscienza di Zeldris, grazie alla presenza di Gelda e alla fiducia che ripone in Meliodas, pone fine alla possessione del padre. Il corpo di Zeldris rigetta il Re dei Demoni, il quale, sotto forma dei Comandamenti, si disperde e si impossessa del terreno stesso. Merlin ripristina le energie dei Sins e ne unisce gli attacchi in una grande sfera di energia. Meliodas respinge quest'ultima per dare un'ultima possibilità a suo padre ma, vedendolo persistere nel suo egoismo, la respinge contro di lui fino a distruggerlo, ponendo fine alla Guerra Sacra. Meliodas distrugge poi completamente i comandamenti, impedendo l'ascesa di un nuovo Re dei Demoni e decretando l'inizio della pace. Zeldris e Gelda si congedano, mentre Escanor si dissolve. Merlin inizia un rituale per risvegliare Arthur come Re del Caos, un'entità contraddittoria ed estremamente potente che ha dato origine a tutto e che il giovane re è destinato a controllarlo per guidare la Britannia in un nuovo mondo. |                                                                             |                   |                        |
| 41 | 15 maggio 2020 (ed. regolare & limitata) | ISBN 978-4-06-518685-5 (ed. regolare) ISBN 978-4-06-518684-8 (ed. limitata) | 1º giugno 2021    | ISBN 978-88-226-2309-6 |
| 41 | Capitoli - 338. La nascita (決別?, Ketsubetsu) - 339. Il frammento del caos (混沌の一端?, Konton no ittan) - 340. Volevo incontrarti (会いたかったから?, Aitakatta kara) - 341. Cath Palug (キャス・パリーグ?, Kyasu Parīgu) - 342. Il grido di guerra della vittoria (勝利の雄叫び?, Shōri no otakebi) - 343. Il regno eterno (永遠の王国?, Eien no ōkoku) - 344. Verso il futuro (未来へ?, Mirai e) - 345. Coloro che verranno (継がれゆくもの?, Tsugareyuku mono) - 346. Come il cielo (あの空のように?, Ano sora no yō ni) |                                                                             |                   |                        |
| 41 | Trama La Dama del Lago rivela che il Caos era situato all'interno della mamma di Hawk, finché non è entrato nel corpo di Arthur. In quel momento, si palesa Cath, che aggredisce Arthur. La Dama del Lago rivela la sua vera identità: Cath Palug, figlio del Caos che ha sempre desiderato diventare egli stesso Re del Caos. Quest'ultimo, infatti, mira a mangiare Arthur per assorbirne il potere appena risvegliato. Cath cerca di convincere Arthur a lasciarsi mangiare, venendo però affrontato dai Sins. Quando Cath attacca, Arthur lo distrugge e assorbe tutto il Caos che ha rubato. Sconfitto definitivamente il nemico, i Sins si separano, sicuri che si incontreranno di nuovo in futuro. Meliodas ed Elizabeth comunicano a Bartra la loro intenzione di sposarsi e diventare i nuovi regnanti di Lyonesse, mentre grazie alla magia di Merlin, Hawk raggiunge il Purgatorio e si riunisce a suo fratello Wild. Dieci anni dopo Tristan, il figlio di Meliodas e Elizabeth, conosce i Sins, di cui Meliodas non gli aveva detto nulla. Più tardi, quando suo padre afferma che potrà scegliere qualsiasi futuro voglia senza essere obbligato a succederlo come re, Tristan rivela di volere diventare come i Seven Deadly Sins. |                                                                             |                   |                        |